# Sympodium simplex
Sympodium simplex är en flockblommig växtart som beskrevs av C.Koch. Sympodium simplex är enda arten i släktet Sympodium som tillhör familjen flockblommiga växter. Inga underarter finns listade i Catalogue of Life.